# مانور هربست

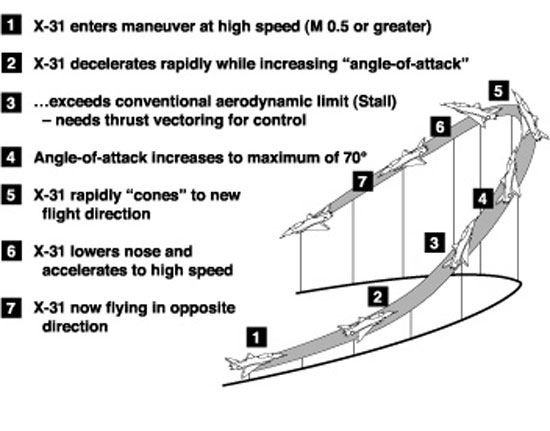
طرحی از مانور هربست (طراحی توسط ناسا)

مانور هربست (انگلیسی: Herbst maneuver، با نام چرخش J هم شناخته می‌شود) نوعی مانور نبرد هوایی است که در آن، از فناوری‌هایی همچون تراست وکتورینگ استفاده می‌شود تا زاویه حمله بالایی را به دست آید. مانور هربست، به هواگرد اجازه می‌دهد تا بتواند با استفاده از زاویه حمله بالا و دینامیک پرواز، به سرعت جهت خود را برعکس کند. با این که هربست و کبرای پوگاچو در یک دسته قرار دارند، مانور هربست در نبردها کارآمدتر است.